# Вест Оранџ (Тексас)
Вест Оранџ (енгл. West Orange) град је у америчкој савезној држави Тексас. По попису становништва из 2010. у њему је живело 3.443 становника.

## Демографија
Према попису становништва из 2010. у граду је живело 3.443 становника, што је 668 (16,2%) становника мање него 2000. године.
| Група             | 2000.         | 2010.         |
| Белци             | 3.697 (89,9%) | 2.721 (79,0%) |
| Афроамериканци    | 76 (1,8%)     | 211 (6,1%)    |
| Азијати           | 25 (0,6%)     | 18 (0,5%)     |
| Хиспаноамериканци | 237 (5,8%)    | 422 (12,3%)   |
| Укупно            | 4.111         | 3.443         |